# تشارلي كروز
تشارلي كروز (بالإنجليزية: Charlie Cruz)‏ هو مغني أمريكي، ولد في 3 أبريل 1975.

## وصلات خارجية
- تشارلي كروز على موقع ميوزك برينز (الإنجليزية)
- تشارلي كروز على موقع أول ميوزيك (الإنجليزية)
- تشارلي كروز على موقع ديسكوغز (الإنجليزية)